# Sam Cosgrove
Sam Benjamin Cosgrove, né le 2 décembre 1996 à Beverley, Angleterre, est un footballeur anglais qui évolue au poste d'attaquant à Barnsley FC.

## Biographie
Formé à Wigan Athletic, Cosgrove fait ses débuts professionnels le 15 août 2015 quand il est prêté à Barrow.
Le 31 janvier 2021, il rejoint Birmingham City.
Le 1er septembre 2022, il est prêté à Plymouth Argyle.

## Palmarès

### En club
Plymouth Argyle
- Football League One
  - Champion en 2022-23
- EFL Trophy
  - Finaliste en 2023